# 桓 (姓)
桓（かん）は、漢姓のひとつ。

## 中国
桓（かん、ファン）は、中華圏の姓。
2020年の中華人民共和国の統計では人数順の上位100姓に入っておらず、台湾の2018年の統計では1人がいる。

### 主要な人物
- 桓齮 - 戦国時代の秦の将軍
- 桓楚 - 秦〜楚漢戦争期の将軍。項羽配下
- 桓階 - 後漢〜三国時代の政治家
- 桓嘉 - 三国時代魏の将軍。桓階の子
- 桓範 - 後漢〜三国時代魏の武将・政治家
- 桓彝 - 西晋〜東晋の政治家
- 桓温 - 東晋の政治家・軍人。桓彝の子
- 桓玄 - 東晋の人物、桓楚の皇帝。桓温の子

## 朝鮮
桓（ファン）は、朝鮮人の姓の一つであるが、2015年の韓国統計では5人未満となる。

### 人口と割合
| 年度   | 人口  | 世帯数 |
| ------ | ----- | ------ |
| 1985年 | 3人   | 1世帯  |
| 2000年 | 157人 | 59世帯 |
| 2015年 | <5人  |        |